# Neue Synagoge (Magdeburg)

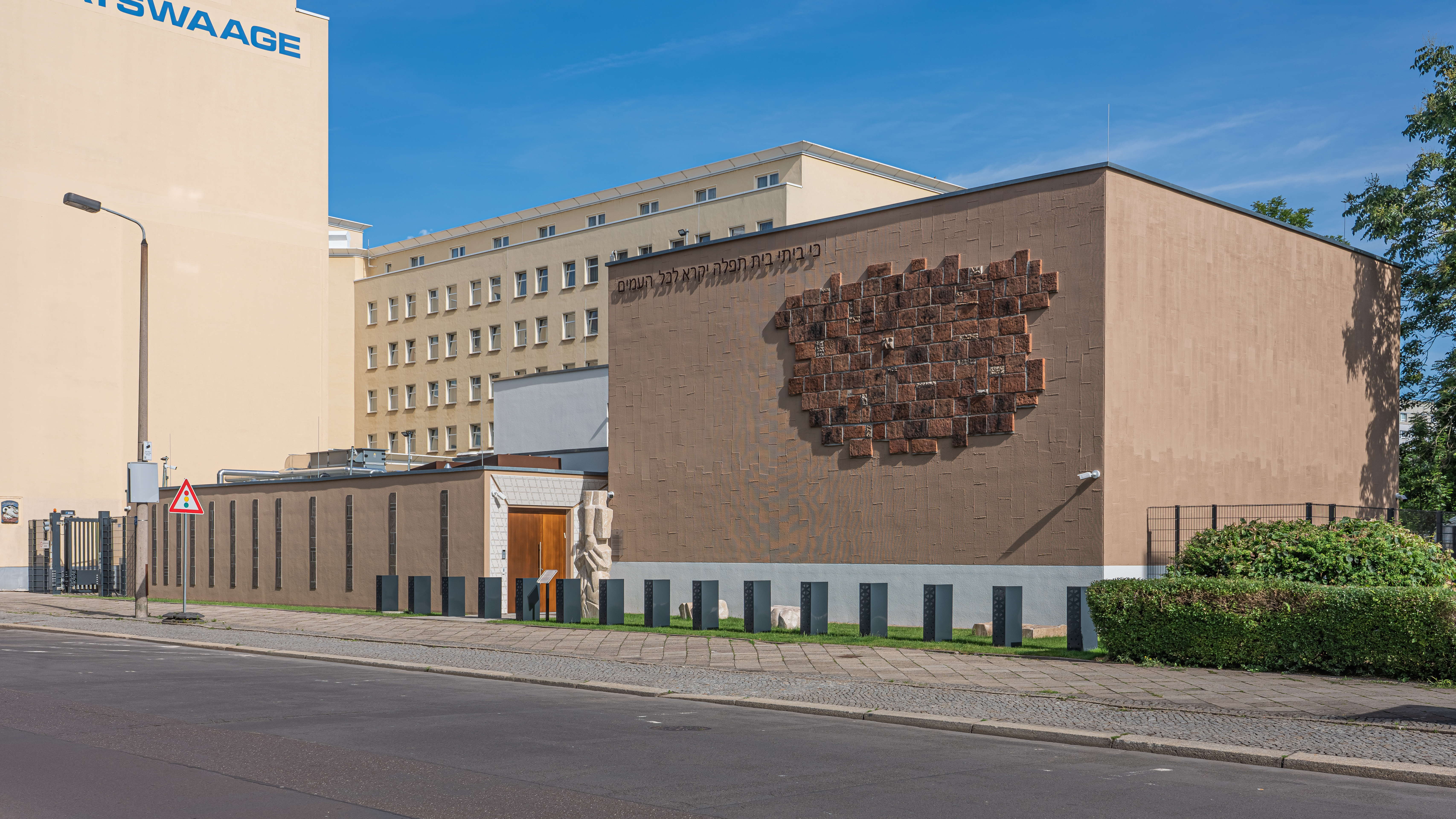
Außenansicht 2024

Die Neue Synagoge in Magdeburg ist ein jüdisches Gotteshaus in der Landeshauptstadt von Sachsen-Anhalt. Sie ist der Nachfolgebau der Alten Synagoge und nach der im Oktober 2023 eingeweihten Neuen Synagoge in Dessau der zweite Neubau einer Synagoge in diesem Bundesland seit der deutschen Wiedervereinigung. Schirmherr des Baus der Neuen Synagoge ist der Ministerpräsident von Sachsen-Anhalt, Reiner Haseloff. Die religiöse Weihe fand am 8. Dezember 2023 statt, die offizielle Eröffnung zwei Tage später.

## Geschichte
Die alte Synagoge wurde während der Novemberpogrome 1938 im Inneren zerstört, im Frühjahr 1939 wurden dann sämtliche Gebäude der Synagoge gesprengt. Das angrenzende Gemeindehaus wurde am 16. Januar 1945 zerstört. Unweit vom alten Standort im Stadtzentrum entfernt entstand der Neubau auf dem rund 2500 m² großen Grundstück Julius-Bremer-Straße 3, unmittelbar neben dem Hotel Ratswaage. Die Straße hieß früher Apfelstraße und dort (ehemals Hausnummer 12) stand einst das Walhalla-Theater. Bauherrin ist die Synagogen-Gemeinde zu Magdeburg.
Erste Initiativen für die Wiedererrichtung einer Synagoge in Magdeburg gab es in den 1990er Jahren. 1999 gründete sich der Förderverein „Neue Synagoge Magdeburg“ (Vorsitzende Waltraut Zachhuber, Stellvertreter Dieter Steinecke), der sich seither für den Bau einsetzte und unter anderem durch Benefizkonzerte Geldmittel sammelte. Zunächst war geplant, ein bestehendes Gebäude zur Synagoge umzubauen und somit schnell realisieren zu können. Das Vorhaben erwies sich aus mehreren Gründen schwieriger als gedacht und ruhte zunächst. Im Wintersemester 2013/2014 erarbeiteten Architekturstudenten der Hochschule Anhalt Ideen für die Gestaltung der neuen Synagoge. HS-Architekten aus Hamburg erstellte ab 2013 einen ersten Entwurf für den Neubau eines jüdischen Gemeindezentrums mit Synagoge, der im Jahr 2014 vorgelegt wurde. Ebenfalls 2014 stellte die Synagogen-Gemeinde schließlich einen ersten Bauantrag.
Am 25. Februar 2016 wurde ein 16-köpfiger Beirat aus Vertretern des Landtages und der Landesregierung sowie der jüdischen Gemeinschaft Sachsen-Anhalts, des Fördervereins „Neue Synagoge Magdeburg“, des Zentralrates der Juden in Deutschland und weiteren Persönlichkeiten unter Vorsitz von Superintendent Stephan Hoenen gegründet, um das Bauprojekt konzeptionell und politisch zu begleiten, insbesondere die organisatorischen und finanziellen Grundlagen zu klären.
Es dauerte lange, die Finanzierung zu sichern. Zudem waren sich die beiden in Magdeburg ansässigen jüdischen Gemeinden (die Synagogen-Gemeinde zu Magdeburg und die kleinere Liberale Jüdische Gemeinde zu Magdeburg, letztere nicht Mitglied im Landesverband, sondern in der Union progressiver Juden in Deutschland) nicht einig über das Konzept. Die Liberale Jüdische Gemeinde war der Ansicht, eigentlich müssten „zwei Synagogen unter einem Dach“ errichtet werden, um beiden Strömungen gerecht zu werden. Außerdem sei der von der Synagogen-Gemeinde geplante Bau zu aufwändig und teuer. Die Planungen müssten daher überarbeitet werden. Auch das für Religionsangelegenheiten zuständige Landesbildungsministerium befand 2018, das zwei Jahre zuvor eingereichte Konzept sei mit ursprünglich veranschlagten 7 Millionen Euro finanziell nicht tragbar und forderte eine Überarbeitung. 2017 stellte das Land 300.000 Euro für Planungskosten in den Haushalt ein, allerdings versehen mit Bedingungen (unter anderem Aufbringen einer Eigenbeteiligung, zudem müsse das Haus allen Juden des Landes offenstehen) und mit einem Sperrvermerk, gekoppelt an die Zustimmung des Landesverbandes der jüdischen Gemeinden zu dem Konzept. In den Jahren 2016 und 2017 kam es wiederholt zu mutmaßlich antisemitischen Vorfällen. So wurde ein auf dem Baugrundstück stehendes großes Werbebanner des Fördervereins mehrfach zerstört.
Bis 2018 erstellte das Magdeburger Architekturbüro Sattler + Täger schließlich einen neuen, reduzierten Entwurf.
Mit Beschluss des Kabinetts vom 24. November 2020 und im Bewilligungsbescheid des Landesverwaltungsamtes vom 10. März 2021 stimmte das Land dem Vergabekonzept zu und machte damit den Weg für den Neubau der Synagoge frei. Im Sommer 2021 startete die Synagogen-Gemeinde das Auswahlverfahren für einen Generalunternehmer und entschied sich schließlich für das Magdeburger Bauunternehmen Toepel. Am 11. Oktober 2021 bestätigte das Ministerium für Bildung des Landes Sachsen-Anhalt das von der Gemeinde im Rahmen des Ausschreibungsverfahrens vorgestellte Raumprogramm, so dass der Bauantrag gestellt werden konnte.

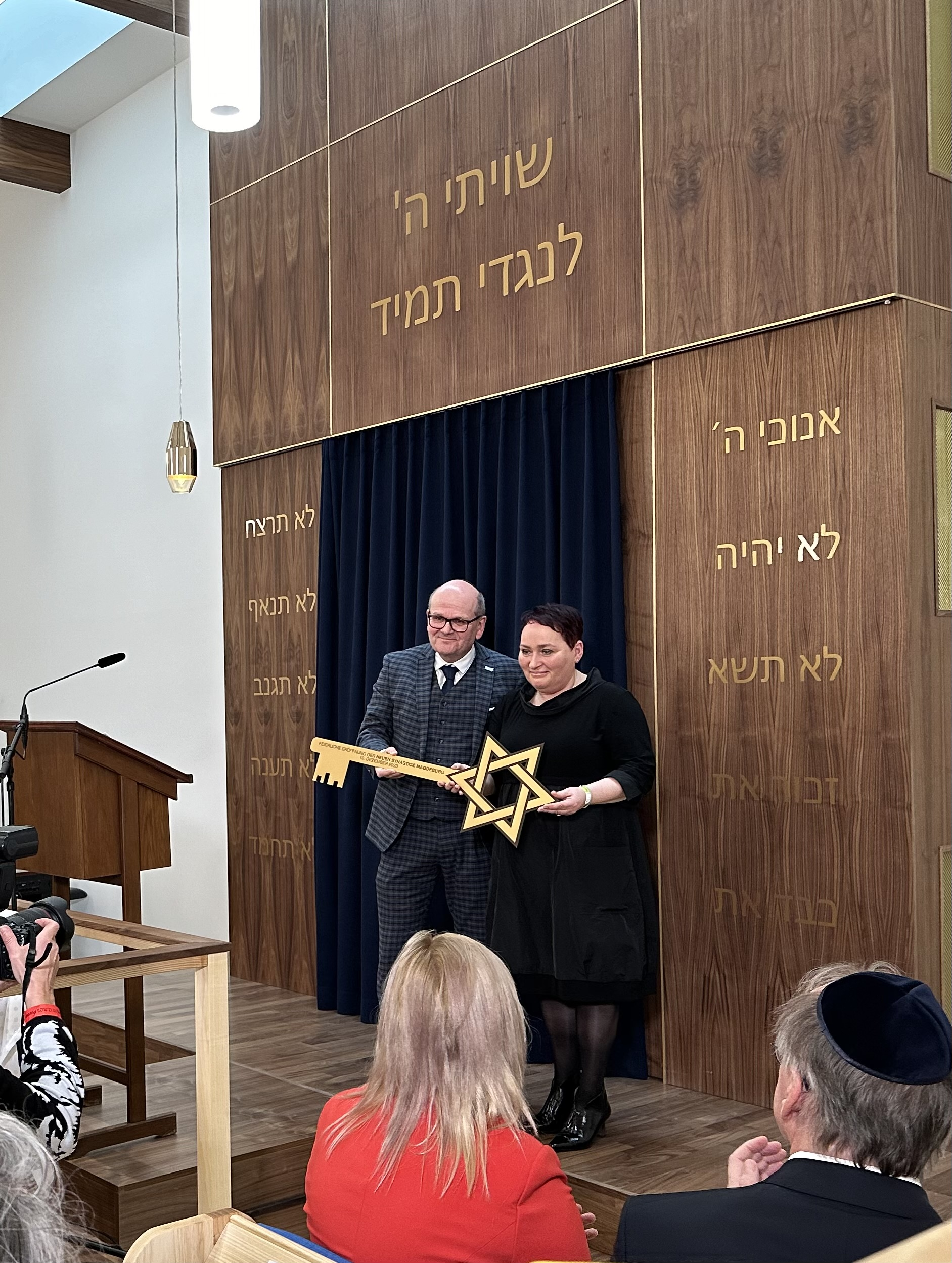
Übergabe des symbolischen Schlüssels am 10. Dezember 2023

Der symbolische erste Spatenstich für den Neubau erfolgte am 5. Mai 2022 (Israelischer Unabhängigkeitstag), die Grundsteinlegung am 14. September 2022, die Bauabnahme am 1. Dezember 2023.
Am 8. Dezember wurde mit einer Prozession vom Mahnmal für die Alte Synagoge bis zur Neuen Synagoge die Torarolle in das Gebäude gebracht und der erste Gottesdienst abgehalten, die Synagoge damit geweiht. Die Eröffnung mit geladenen Gästen erfolgte am 10. Dezember 2023. Zunächst sprach der Landesrabbiner Daniel Fabian ein Gebet, danach erfolgte die Begrüßung durch Khalida Fradkin, Vorstandsmitglied der Synagogen-Gemeinde. Grußworte und Ansprachen wurden durch Oberbürgermeisterin Simone Borris, Ministerpräsident Reiner Haseloff, den Zentralratspräsidenten Josef Schuster, Landesbischof Friedrich Kramer, die Vorsitzende des Fördervereins Waltraut Zachhuber sowie Daniel und Jan-Josef Laiter gehalten. Dann übergab der Bauunternehmer Frank Toepel den symbolischen Schlüssel an die Vorstandsvorsitzende der Synagogen-Gemeinde, Inessa Myslitska. Musikalisch umrahmt wurde die Feier von Vera Kagan, Anna Grinberg und Zsolt Balla.
Beide Termine fielen symbolträchtig in die Zeit des jüdischen Lichterfestes Chanukka zum Gedenken an die Wiedereinweihung des zweiten Jerusalemer Tempels. Aus diesem Anlass fanden um das Datum herum ab dem 19. November „Festtage der jüdischen Kultur“ statt, die am 17. Dezember mit einem ersten „Tag der offenen Tür“ endeten.

## Kosten und Finanzierung
Insgesamt wurden rund 3,4 Millionen Euro reine Baukosten veranschlagt. Das Land Sachsen-Anhalt sagte im Mai 2021 eine Förderung in Höhe von 2,8 Millionen Euro zu, hinzu kommen Mittel für Sicherungstechnik. Insbesondere aufgrund gestiegener Baupreise und der nach dem Anschlag in Halle (Saale) 2019 nochmals erhöhten Sicherheitsvorkehrungen werden die Gesamtkosten nach Fertigstellung auf rund 7 Millionen Euro geschätzt. Der Förderverein „Neue Synagoge Magdeburg“ trägt 400.000 Euro gesammelte Spenden zum Neubau bei. Der Magdeburger Stadtrat beschloss am 19. September 2019 die Schenkung des seit 2013 (mit einstimmigem Beschluss) für den Synagogenbau reservierten Grundstückes Julius-Bremer-Straße 3 im Verkehrswert von rund 600.000 Euro, Oberbürgermeister Lutz Trümper unterschrieb den Vertrag zur Übertragung am 5. November 2019 öffentlich. Ergänzt wurden diese Unterstützungen durch Eigenleistungen der Jüdischen Gemeinde.
Im Jahr 2019 kritisierte der Bund der Steuerzahler, Landesverband Sachsen-Anhalt, dass für den Synagogenneubau Gelder der öffentlichen Hand zur Verfügung gestellt werden. Die jüdische Gemeinde reagierte mit der Erinnerung daran, wer für die Zerstörung der alten Synagoge verantwortlich gewesen ist. Waltraut Zachhuber, die Vorsitzende des Fördervereins „Neue Synagoge Magdeburg“ warf dem Bund der Steuerzahler vor, antisemitische Vorurteile zu nähren und die „ohnehin durch Judenhass und Rassismus geprägte gesellschaftliche Atmosphäre“ weiter zu vergiften.

## Raumprogramm und Gestaltungselemente

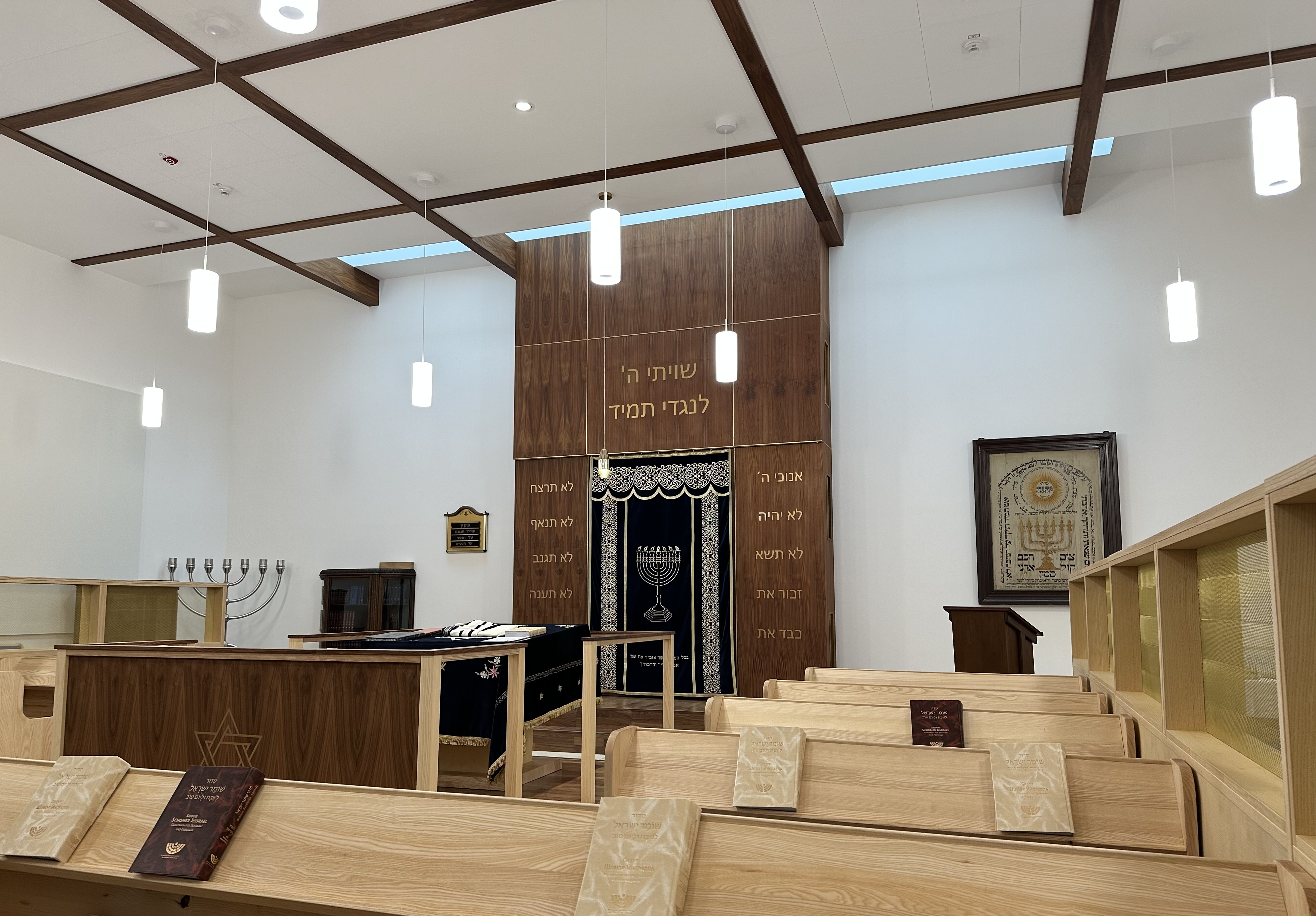
Betsaal, 2024

Das Raumprogramm der Synagoge umfasst neben dem für rund 100 Personen ausgelegten Betsaal als Besonderheit eine Mikwe, des Weiteren Räume für Feiern mit angeschlossener Küche und ein Büro. An der Fassade ist in hebräischer Schrift das Bibelzitat „Mein Haus wird ein Haus des Gebets für alle Völker genannt“ (Jesaja 56,7) angebracht. Gebrannte Tonsteine an der Fassade symbolisieren die Klagemauer in Jerusalem. Das Relief gestaltete der Magdeburger Bildhauer Wolfgang Roßdeutscher, die Steine wurden in der Ziegelei Hundisburg gebrannt. Zwölf schmale Natursteinelemente stehen für die zwölf Stämme Israels.